# 화수장
화수장이란 화장한 유골을 산이나 바다에 뿌리는 것을 말하며, 자연장의 일종이다. 흔히 산골이라고 한다. 현재는 이 방법도 장례 방법으로 각광받고 있으나 이로 인한 토지 오염 등이 문제가 되고 있다.